# Alan Ayckbourn
Alan Ayckbourn CBE FRSL (Londres, 12 d'abril de 1939) és un prolífic autor dramàtic anglès. El 2015 va rebre el Premi Tony Especial.

## Trajectòria professional
- 1959: The Square Cat
- 1959: Love After All
- 1960: Dad's Tale
- 1961: Standing Room Only
- 1962: Christmas V Mastermind
- 1963: Mr Whatnot
- 1965: Relatively Speaking
- 1967: The Sparrow
- 1969: How The Other Half Loves
- 1970: Family Circles
- 1971: Time And Time Again
- 1972: Absurd Person Singular